# Philoliche alternans
Philoliche alternans är en tvåvingeart som först beskrevs av Macquart 1855.  Philoliche alternans ingår i släktet Philoliche och familjen bromsar. Inga underarter finns listade i Catalogue of Life.